# Roots – Die nächsten Generationen
Roots – Die nächsten Generationen ist eine US-amerikanische Miniserie aus dem Jahr 1979. Es ist die Fortsetzung der erfolgreichen Serie Roots, in der die Familiengeschichte von Alex Haley erzählt wird. In Deutschland feierte die Serie am 9. August 1982 Premiere.

## Handlung
1882 ist Tom Harvey, Urenkel von Kunta Kinte, zu einem der Führenden unter den Schwarzen in Henning, Tennessee, geworden. Obwohl er für Col. Warner, Oberhaupt der Stadt arbeitet, kommt es immer mehr zu Spannungen zwischen Weißen und Schwarzen.
Toms Tochter Cynthia heiratet den tüchtigen Schwarzen Will Palmer, der bald darauf das örtliche Holzlager übernimmt. Als die Stadt und auch der Holzhandel wächst, können beide ihre Tochter Bertha auf ein College schicken, wo sie sich in ihren Mitschüler Simon Haley, Sohn eines Farmers, verliebt. Nach Abschluss des Colleges muss er als Soldat in den Ersten Weltkrieg.
Nach dem Krieg kehrt er zurück und heiratet Bertha. Er lehrt Landwirtschaft in Alabama und in der Zeit des New Deals organisiert er die Bauern gegen die Großgrundbesitzer. Ihr Sohn Alex wird von Simon überredet, sich als Soldat für den Zweiten Weltkrieg zu melden. Nach dem Krieg wird er Journalist und schließt sich in den 1960er Jahren der Bürgerrechtsbewegung an. Schließlich reist Alex nach Afrika und erfährt dort von einem Stammesangehörigen die Geschichte der Entführung seines Vorfahren Kunta Kinte.

## Produktion
Bei der Produktion von David L. Wolper Productions und Warner Bros. Television führten Georg Stanford Brown, Charles S. Dubin, John Erman und Lloyd Richards Regie. Die Musik komponierte Gerald Fried. Drehorte waren Savannah (Georgia) und Newhall (Los Angeles County).
Die Inhalte der einzelnen Episoden aus Roots – Die nächsten Generationen basieren größtenteils auf den letzten sieben Kapiteln des Romans Wurzeln von Alex Haley. Einige wenige Unterschiede gibt es; darüber hinaus wurden einige Stellen von Alex Haley hinzugefügt.

## Auszeichnungen
Die Serie gewann 1979 zwei Emmys und war für fünf weitere nominiert. Ferner war die Serie 1980 für einen Golden Globe in der Kategorie Beste Serie – Drama nominiert.

## Kritiken
„Ein Super-Sequel zum Haleyschen Kometen. Nach wie vor gebührt Roots ein besonderer Platz in unserer Massenkultur“

„In vielerlei Hinsicht eine Spitzenleistung“